# 岩崎万次郎
岩崎 万次郎（いわさき まんじろう、1852年（嘉永5年）7月 - 1911年（明治44年）8月2日）は、日本の明治期の政治家。衆議院議員として当選2回。自由民権家として知られる。

## 概要
1852年（嘉永5年）、下野国（現・栃木県）南部の農家に生まれる。若くして地元野木宿の名主や佐川野村戸長を務めたのちに明治法律学校で法を学ぶ。
1881年（明治14年）自由民権運動に惹かれ自由党に入党したが、運動の激化に伴って加波山事件に関わり、また大阪事件でも嫌疑をかけられて都度数か月収監された。1884年には栃木県会議員に当選し、以降4期務めている。1887年（明治20年）には保安条例により東京から退去を命ぜられた。
1890年（明治23年）の第1回衆議院議員総選挙に自由倶楽部から出馬し当選した。第2回衆院選も立憲自由党から当選するが、党内で星亨などと確執が生まれ自由党と決裂した。
以降は進歩派の政党などに身を置いて盛んに遊説・演説を行ったが、ついに国政には戻らなかった。活動の中で自由民権運動を推進したほか、田中正造と交流を深め足尾鉱毒事件の被害補償に向け尽力した。
1911年（明治44年）東京府・麹町区の自宅で死去。享年60。
自由党、自由倶楽部、立憲自由党、同志政社、立憲革新党、立憲改進党、進歩党、憲政本党などの政治組織に所属し、そのうち同志政社、立憲革新党、立憲改進党、進歩党で幹事の任に就き、憲政本党では副常任幹事も務めている。
天理教徒であったほか、日本木材株式会社を設立し社長に就任している。

## 経歴

### 出生・青年期
1852年（嘉永5年）、下野国都賀郡佐川野村（現・栃木県下都賀郡野木町大字佐川野）の農家である父・助左衛門、母・い奈の長男として生まれる。当時の古河藩領主・土井大炊頭に命じられて1866年（慶応2年）の14歳の時に名主見習いに、1870年（明治3年）の19歳の時には野木宿の名主を務めた。
1875年（明治8年）に栃木県師範学校に入学。1876年（明治9年）に館野芳之助とともに卒業。小堤村（現・古河市小堤）出身の館野は佐川野の万次郎とは隣村同士で、同じく近隣の小久保喜七に比べて公私ともに交友が深かった。卒業後は1879年（明治12年）まで小学校教員を務め、父・助左衛門が亡くなると農業を継ぐべく故郷へ戻った。また1882年（明治15年）には岡千仭に入門し、漢学を修めている。1884年（明治17年）に寒川郡の学務委員に命じられて、地方教育行政に関わっている。

### 政治活動の開始
1879年（明治12年）、戸長が官選から公選に替わると、父も務めた佐川野村の戸長に選ばれ、1883年（明治16年）には近隣の川田村・南赤塚村・若林村の戸長も兼務した。しかし政府が再び官選による戸長制度を達した際、万次郎は官選を潔いとせずに任命された戸長を固辞した。
この間の1880年（明治13年）万次郎は上京し、明治法律学校に入学した。法律学を学ぶなかで自由民権運動に染まり、1881年（明治14年）には塩田奥造に誘われて自由党に入党、事情により1年で帰郷した。翌1882年（明治15年）には栃木自由党を結成・入党し、その思想を説いて廻った。

### 地方議員時代・加波山事件
1884年（明治17年）6月に栃木県会議員に当選する。しかし自由党急進派による自由民権運動の激化に巻き込まれる。同年7月、万次郎ら大井憲太郎派の17名が福島・茨城・栃木・千葉からおのおの筑波山へ集まり秘密集会が行われた。これは、鯉沼九八郎ら過激派の栃木県令三島通庸暗殺計画について、先陣を切ろうと団結を志したものであった。9月、栃木自由党の本拠である栃木町大和屋半平に突然の過激派出陣の報が伝わる。大和屋にいた面々は現状での作戦の有効性を疑問視し、塩田と万次郎がそれぞれ過激派解散の説得に向かった。塩田は下館にて過激派が町屋分署を襲撃したことを知り、遅れた万次郎はそれを途中結城町に至った時点で察知しそれぞれ退却した。しかし塩田は逃げ隠れた先の信州で捕まり、万次郎は佐川野の実家で勾留され9か月の間投獄された。一連の騒動はのちに加波山事件と呼ばれる。万次郎は取り調べの際、筑波山の会合で挙兵計画が立てられたのではないかと尋問されたが、関係者を庇うためにあくまで自由党内の改革討議であると否認した。
加えて1885年（明治18年）の大阪事件についても嫌疑の目を向けられ、ふたたび逮捕され8か月間収監された。免訴処分となったものの、これらを受けて1886年（明治19年）に万次郎は県会議員を辞した。これは同件で入獄となった者が後に大日本帝国憲法発布の恩赦で釈放された際に「志士」と扱われ熱狂的に歓迎されたこととは対照的である。ただしこの年の県議補選により、万次郎は再選されて県会の場に戻った。
県会では1888年（明治21年）に徴兵参事員、1890年（明治23年）に常置委員を務めるなど、下都賀郡の戸長代表として通算4期を過ごした。1889年、野木村の第1回村会議員選挙に当選し、当村初の村会議員の1人になっている。またこの年には大同団結運動に呼応し、協議会を開いて条約中止の建白書を提出している。
県会で著しい功績があったわけではないが、新井章吾とのコンビは「新井の外務・岩崎の内務」と称賛された。新井・岩崎の両氏は1889年（明治22年）の国会開設の詔を受け、国政に移ることになった。下都賀郡を根城とする彼ら2人の自由党員が国政に進む際、同じ自由党・下都賀出身の塩田奥造は同士討ちを嫌って弟株2人に栃木二区を譲り、自身は栃木四区へ地盤を移した。

### 国会議員時代
1890年（明治23年）7月、第1回衆議院議員総選挙において新井とともに栃木県第二区・自由倶楽部から出馬して当選した。小山駅前で250人あまりを集めて祝宴会を開いたことをはじめ、7月中に間々田村・穂積村・中村でも祝宴演説会が行われた。万次郎は新井と太平山で挙げた祝宴会にて、議会でも新井に同道すると公約した。
1892年（明治25年）の第2回総選挙では自由党から当選するが、議会中に軍艦製造費問題が起きた際に新井と相反し、新井の属する大井派と決別した。さらに、1893年（明治26年）に星亨の収賄疑惑が挙がった際には、星を支持する新井に対して万次郎は星除名を唱えた。このとき自由党脱党の旨を板垣退助に対して書簡として送り、その中で星を取り締まろうとしない板垣に苦言を呈した。星派・板垣派からも距離を置き、同じ志の小林樟雄・菊池九郎・長谷場純孝ら27名とともに自由党を離れた。同年12月、自由党から離れた徒党とともに同志倶楽部（のちに同志政社とする）を結成し、万次郎は幹事に就任した。同志政社は2年後の1894年（明治27年）に同盟政社と合同して立憲革新党となり、万次郎はここでも幹事を務めた。
1894年（明治27年）の第3回総選挙では新井との連合も考えられたが、上記の事情もあり交渉がまとまらなかった。清廉なイメージの真っ向勝負で選挙活動を行ったが、「金銭と壮士にものを言わせた」田村順之助に惨敗し甲斐なく落選となった。
その後は立憲改進党・進歩党・憲政本党など進歩派の政党に身を置きそれぞれ幹事などの要職に就いているが、進歩党では1895年（明治28年）夏からの足への疼瘴のため、1896年（明治29年）4月3日に幹事辞任の旨を伝えている。進歩派の政党からの出馬は第3回総選挙以降、第4回・第5回・第6回といずれも新井章吾・田村順之助の2人へ票が先行し、自由党が独占したため落選している。
1902年（明治35年）の第7回衆議院選にも進歩派の郡部候補として目されたが、立候補せずに足利郡・安蘇郡の木村半兵衛に候補者の座を譲ることになった。1909年（明治42年）に木村半兵衛が日糖汚職事件で辞職した際の補欠選挙においても下都賀郡から万次郎を推す声が挙がったが、憲政本党栃木県支部は関田嘉七郎を指名・当選した。

### 晩年の活動
国会を離れて以降も、憲政本党（のちに立憲国民党）に属して遊説・演説を行っている。また、1898年（明治31年）に下都賀郡部屋村で鉱毒講和会を開くなど足尾鉱毒事件の被害補償に向け尽力し、田中正造と交流を深め援助した。
1911年（明治44年）8月2日午後7時、療養中であった胆石病のため東京市麹町区飯田町（現・東京都千代田区飯田橋）の自邸で死去。享年60。9月10日に地元の栃木県野木村の自宅で出棺・葬儀が執り行われ、佐川野の法得寺に埋葬された。

## 人物像
齢14にして名主見習いの任に就くなど幼少のころから利発・麒麟児と呼ばれたという。温厚誠実の資質は同僚からも尊敬の念を抱かれ、議員時代には「良代議士」の声もあった。
大髭を生やした風貌が特徴的で、日本 (1894)は第4回帝国議会衆議院議員の中の三髯（さんひげ）に万次郎を筆頭として選出し、新井章吾・重野謙次郎を並べている。万次郎は1884年の加波山事件で拘束される数日前にこの髭を剃り落としており、訊問担当の渡辺警部補にその行為を不審とされている。
| Clip 岩崎万次郎 | Clip 新井章吾 | Clip 重野謙次郎 |

### 評価
斎藤 (1981)は、万次郎を「自由民権家として最後までその節操を貫いた」数少ない人物としており、以下の2つの評価を引用している。
桜新聞の示す「意志の乏しきところ」は加波山事件・大阪事件における振る舞いに表れているのではないかと斎藤 (1981)は指摘している。
一方、柴田 (1901)は塩田奥造と万次郎を「失意の二将」と紹介した。第3回衆院選に落選した万次郎の行動を、第2回衆議院で自由党から進歩派へ翻った立ち回りを前提にして下のように批判し、県会時代における暗躍との落差に嘆息している。

## 家族・親族
- 母・い奈[10]。父・助左衛門（? - 1879）は万次郎と同じように佐川野村の戸長も務めた経験がある[15][16]。実家は農家で「巨万の富」を築いていたが、万次郎の政治活動で使い尽くされたといわれている[21][70]。
- 茨城県史料 (1987)に収録されている加波山事件における本人陳述書によると、1884年（明治17年）のときに妻子がいたという[45]。
- 田村 (1978)や大西 (1983)によると、万次郎には子がなく準養子とした弟も独立したため、弥五郎（1883年・明治16年生まれ）を養子にとった[10][70]。
  - 養子・岩崎弥五郎（1883年4月28日 - ?）は東京の私立済生学舎医学校を出て医師試験を通過し、佐川野の地に岩崎医院を開業[71]、村医・校医を務めたほか村会議員にもなった[72]。
  - 弥五郎の三男・岩崎俊三（1925年? - 2015年3月2日[73]）は岩崎医院を継ぎ[70]、往時は町で唯一の医者となり長年にわたり校医として勤務したほか[74][75]、野木町議として2期務めた[17]。 従六位瑞宝双光章[73][74]。
  - 俊三の義兄[17]・山口好一（1903年11月 - 1969年3月19日）は、第22回衆議院議員総選挙で栃木県全県区から当選、旧栃木県第2区からの6回を含め衆議院議員に通算7期当選した。初代衆議院地方行政委員長、衆議院懲罰委員長、第3次吉田内閣法務政務次官などを務めた[76]。

## 著書

### 編著
- 林末子『馬鈴薯米製造及調理法 : 食物界大革新』共同出版、1910年1月31日。ASIN B0091O3EQI。全国書誌番号:40069249。

### 論文
- 斎藤英子「自由民権家 岩崎万次郎」『日本古書通信』第46巻第12号、日本古書通信社、1981年11月、4-6頁、ISSN 03875938、NAID 40002912533。

### 図書
- 茨城県立歴史館 編「茨城県暴動事件書類 四 - 丙十一冊ノ内　岩崎万次郎調書　栃木県軽罪裁判所　第四十三号」『茨城県史料 近代政治社会編 3 (加波山事件)』茨城県、1987年3月20日、319-325頁。全国書誌番号:87039836。
- 岩田豊秋『栃木県政物語 : 普選記念』岩田豊秋、1928年10月15日。全国書誌番号:44017907。
- 大植四郎 編「岩崎萬次郎」『国民過去帳 明治之巻』尚古房、1935年12月25日、1224頁。ASIN B000J9HJME。全国書誌番号:46053258。
- 大西政男「近代・現代編 第一章 岩崎万次郎と加波山事件」『野木町の歴史』大西政男、1983年6月1日。ASIN B000J78UIS。全国書誌番号:84022533。
- 小山市史編さん委員会 編『小山市史 通史編 3 (近現代)』小山市、1987年1月20日。全国書誌番号:87034036。
- 古河市史編さん委員会 編『古河市史 通史編』古河市、1988年2月29日。全国書誌番号:88021793。
- 佐藤秀夫 著「学務委員」、国史大辞典編集委員会 編『国史大辞典 3』吉川弘文館、1979年3月1日、199頁。ISBN 978-4-64-200503-6。
- 柴田博陽「失意の二将 塩田奥造君 岩崎万次郎君」『栃木人物評論』柴田博陽、1901年12月7日、18-22頁。ASIN B008V5SN8C。全国書誌番号:40016429。
- 『下野新聞 縮刷版 昭和47年7月号 NO81』下野新聞社、1972年7月。全国書誌番号:00061113。
- 衆議院、参議院 編『議会制度百年史 - 衆議院議員名鑑』大蔵省印刷局、1990年11月22日。ISBN 978-4-17-164810-0。全国書誌番号:91003618。
- 関戸覚蔵『東陲民権史』養勇館、1903年7月7日。ASIN B008V647YU。全国書誌番号:40020100。
- 田代善吉『栃木県史 政治編』 5巻、下野史談会、1935年7月10日。全国書誌番号:46067165。
- 田村幸一郎『加波山事件始末記 : 歩いて書いた民権激派の記録』伝統と現代社、1978年4月。ASIN B000J8PIVY。全国書誌番号:78016405。
- 栃木県会 編『栃木県会沿革誌 自明治１２年度至明治２９年度』栃木県、1898年11月27日。全国書誌番号:40021100。
- 栃木県史編さん委員会 編『栃木県史 通史編 6 (近現代 1)』栃木県、1982年8月31日。全国書誌番号:83000144。
- 栃木県歴史人物事典編纂委員会 編『栃木県歴史人物事典』下野新聞社、1995年7月27日。ISBN 978-4-88-286064-8。全国書誌番号:97001649。
- 中西治助『国会議員名鑑』中西治助、1890年7月10日。ASIN B008V5UFPG。全国書誌番号:40017037。
- 「山口好一」『新訂 政治家人名事典 明治～昭和（コトバンク所収）』日外アソシエーツ、2003年10月。ISBN 4-81-691805-1。全国書誌番号:20493776。2018年6月13日閲覧。
- 田中重策(纂編主任) 編「岩崎萬次郎」『日本現今人名辞典』日本現今人名辞典発行所、1903年2月14日、いノ11-12頁。ASIN B008V6208A。全国書誌番号:40019455。
- 野木町史編さん委員会 編『野木町史 歴史編』野木町、1989年3月1日。全国書誌番号:89023648。
- 野沢鶏一「田村順之助君談話の一」『星亨とその時代』平凡社〈東洋文庫　437〉、1984年9月10日、234-235頁。ISBN 978-4-58-280437-9。全国書誌番号:85004111。 - ジャパンナレッジLibにて閲覧。
- 野島幾太郎 著、林基、遠藤鎮雄 編『加波山事件 : 民権派激挙の記録』平凡社〈東洋文庫　79〉、1966年11月10日（原著1900年12月10日）。ISBN 978-4-58-280079-1。全国書誌番号:67004401。 - ジャパンナレッジLibにて閲覧。
- 本田六介 編『日本医籍録 昭和9年版 関東版』医事時論社、1934年5月10日。全国書誌番号:47012823。
- 明治ニュース事典編纂委員会 編『明治ニュース事典 第5巻 (明治26年-明治30年)』毎日コミュニケーションズ、1985年1月18日。ISBN 4-89-563105-2。全国書誌番号:85031003。
- 山本四郎 著「五、栃木県会議員名簿」、明治史料研究連絡会 編『明治史料』 6巻、明治史料研究連絡会、1959年2月5日、63-72頁。全国書誌番号:49005580。

### 新聞記事
朝日新聞 朝刊 - 聞蔵Ⅱビジュアルにて閲覧。
- “国事犯嫌疑事件 大阪”. 大阪朝日新聞:  p.1, 1段. (1886年6月3日)
- “立憲革新党組織”. 東京朝日新聞:  p.1, 3段. (1894年5月4日)
- “進歩党結党式”. 東京朝日新聞:  p.2, 3段. (1896年3月3日)
- “栃木県の候補者”. 東京朝日新聞:  p.1, 2段. (1902年4月30日)
- “栃鎮翁の心底を疑ふ”. 東京朝日新聞:  p.2, 4段. (1902年5月11日)
- “栃木県下都賀郡候補者”. 東京朝日新聞:  p.3, 1段. (1902年5月28日)
- “天理教の代表者”. 東京朝日新聞:  p.2, 4段. (1902年5月28日)
- “岩崎氏木村氏に譲る”. 東京朝日新聞:  p.2, 4段. (1902年7月18日)
- “進歩党の遊説部”. 東京朝日新聞:  p.2, 6段. (1908年4月24日)
- “内国電報 後報（自由行動）・栃木”. 東京朝日新聞:  p.2, 7段. (1909年10月30日)
- “進歩党の役員選定”. 東京朝日新聞:  p.2, 4段. (1909年7月21日)
- “国民党演説会（佐原）”. 東京朝日新聞:  p.2, 4段. (1911年6月7日)
- “岩崎万次郎氏重態”. 東京朝日新聞:  p.3, 3段. (1911年7月31日)
- “岩崎万次郎氏逝く”. 東京朝日新聞:  p.3, 5段. (1911年8月4日)
- “岩崎前代議士葬儀”. 東京朝日新聞:  p.3, 5段. (1911年8月31日)
- “岩崎前代議士葬儀”. 東京朝日新聞:  p.3, 5段. (1911年9月4日)
- “功績たたえ、顕彰碑が完成　地域医療に尽力、野木町の岩崎さん＝栃木”. 朝日新聞:  栃木面. (1994年10月8日)

下野新聞 - 下野新聞縮刷版 (1972)にて確認。
- “"自由民権"に奔走 岩崎 ／ 斎藤 セメント大会社を築く― 郷土の人々・野木の巻(6)”. 下野新聞:  p. 5. (1972年7月7日)

日本 - 明治ニュース事典 (1985, p. 246)にて確認。
- “名物議員づくし―選挙用にどうぞ”. 日本. (1894年1月4日)

読売新聞 朝刊 - ヨミダス歴史館にて閲覧。
- “衆議院議員畧伝 岩崎萬次郎氏（杤木縣第二區）”. 読売新聞:  p.2, 3段. (1890年8月14日)
- “自由党脱党代議士18人が集会 名称「同志倶楽部」を決議／東京”. 読売新聞:  p.2, 2段. (1893年12月6日)
- “同志政社の幹事は当分、岩崎万次郎に委嘱”. 読売新聞:  p.2, 3段. (1894年4月5日)
- “進歩党；幹事・岩崎万次郎辞任”. 読売新聞:  p.2, 5段. (1896年4月5日)
- “政界雑爼　憲政本党幹事の選定”. 読売新聞:  p.1, 4段. (1899年11月19日)
- “岩崎万次郎（前衆議院議員）死去”. 読売新聞:  p.2, 8段. (1911年8月4日)
- “秋の叙勲　県関係５３人＝栃木”. 読売新聞 栃木版:  p. 32. (2007年11月3日)
- “叙位叙勲＝栃木”. 読売新聞 栃木版:  p. 30. (2015年3月28日)

### ウェブサイト
- “公民館 館報ふれあい 129号 - 広報のぎ 2009年6月号(Vol.453)” (PDF). （公式ウェブサイト）.   野木町、野木町公民館（館報編集委員会事務局）. p. 3, PDF:8コマ目 (2009年6月). 2018年6月13日閲覧。

選挙ドットコム（栃木2区選挙結果―栃木小選挙区）
- “第1回衆議院議員選挙”.   選挙ドットコム株式会社. 2018年6月13日閲覧。
- “第2回衆議院議員選挙”.   選挙ドットコム株式会社. 2018年6月13日閲覧。
- “第3回衆議院議員選挙”.   選挙ドットコム株式会社. 2018年6月13日閲覧。
- “第4回衆議院議員選挙”.   選挙ドットコム株式会社. 2018年6月13日閲覧。
- “第5回衆議院議員選挙”.   選挙ドットコム株式会社. 2018年6月13日閲覧。
- “第6回衆議院議員選挙”.   選挙ドットコム株式会社. 2018年6月13日閲覧。